# Su Tseng-chang
Su Tseng-chang (chiń. upr. 苏贞昌; chiń. trad. 蘇貞昌; pinyin Sū Zhēnchāng; pe̍h-ōe-jī So Cheng-chhiong; ur. 28 lipca 1947 w Pingdong) – tajwański polityk, premier od stycznia 2006 do maja 2007 i ponownie od 14 stycznia 2019 do 31 stycznia 2023.
Ukończył Narodowy Uniwersytet Tajwański, w latach 1973–1983 prowadził praktykę adwokacką; był w gronie obrońców oskarżonych działaczy praw człowieka w 1979 (tzw. incydent Kaohsiung). Podobnie jak wielu oskarżonych w tej sprawie (m.in. Shih Ming-teh, Annette Lu, Lin Yi-hsiung) i członków zespołu prawniczego (m.in. Chen Shui-bian, Frank Hsieh), zaangażował się w politykę w szeregach Demokratycznej Partii Postępowej.
W latach 1989–1994 zasiadał w samorządzie powiatu Pingdong, zaś w latach 1997–2004 w radzie miejskiej Tajpej. Pełnił szereg funkcji państwowych i partyjnych, w latach 2004–2005 był sekretarzem generalnym urzędu prezydenckiego przy osobie prezydenta Chen Shui-biana. Po rezygnacji prezydenta Chena z kierowania Demokratyczną Partią Postępową został w 2005 dziesiątym w historii szefem partii. Z funkcji tej zrezygnował w grudniu 2005 po porażce w wyborach samorządowych i został zastąpiony przez byłego premiera, Yu Shyi-kuna.
W styczniu 2006, po rezygnacji Franka Hsieh, został powołany na stanowisko premiera Tajwanu. W maju 2007 ubiegał się o nominację Demokratycznej Partii Postępowej w wyborach prezydenckich zaplanowanych na 2008; partia wybrała jednak na swojego kandydata Franka Hsieh. Po porażce Su Tseng-chang zrezygnował z funkcji premiera i został zastąpiony przez Chang Chun-hsiunga.
W maju 2012 został wybrany na przewodniczącego Demokratycznej Partii Postępowej. W maju 2014 zastąpiła go na tym stanowisku Tsai Ing-wen.
Żonaty (żona Chan Hsiu-ling, 詹秀齡), ma trzy córki.